# Київська ландшафтна ініціатива
Благодійний фонд «Київська ландшафтна ініціатива» був заснований в 2005 році в місті Києві. «Київська ландшафтна ініціатива» є добровільною некомерційною благодійною організацією.

## Засновники Фонду

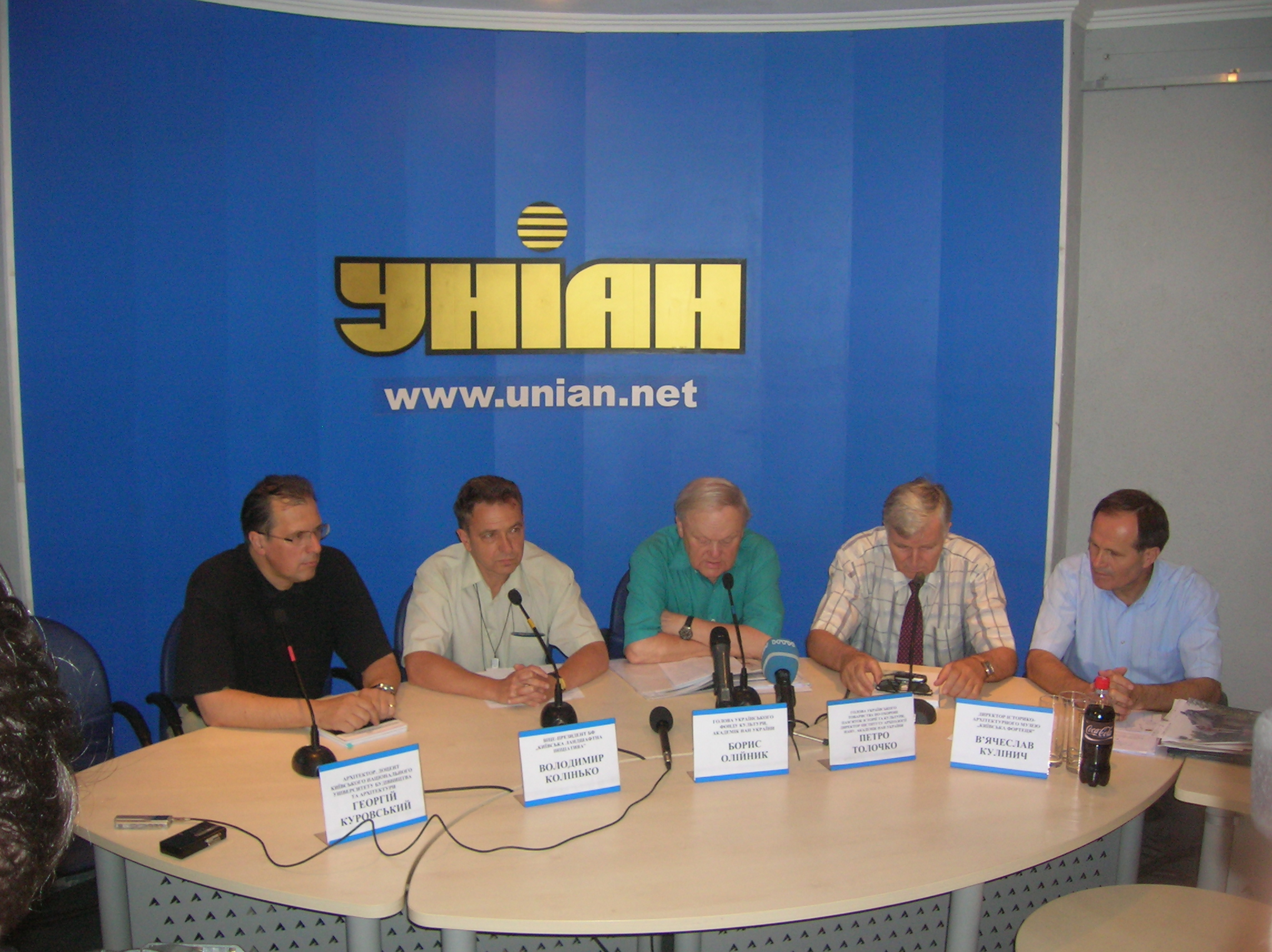
Зліва направо: Георгій Куровський і Володимир Колінько (БФ «Київська ландшафтна ініціатива»), Борис Олійник, Петро Толочко, В'ячеслав Кулініч, 2007 рік

- Володимир Колінько
- Георгій Куровський.

## Місія
Збереження ландшафтного різноманіття в Києві і Україні при досягненні розумного компромісу між прогресом людської спільноти і збереженням навколишнього середовища шляхом реалізації конкретних проектів і просування технологій, дружніх навколишньому середовищу. Завданнями Фонду є — реалізація благодійних програм по здійсненню заходів спрямованих на збереження природного ландшафту міста Києва, екологічного простору, сприяння створенню моральної екологічно-культурного середовища.

## Гасло
Неофіційним гаслом Київської ландшафтної ініціативи є висловлювання Володимира Колінька «Для всіх і назавжди» (повна версія — «Змініть головну ідею ваших амбіцій від „Сьогодні і мені“ до „Для всіх і назавжди“ і водночас все зміниться».

## Логотип
Логотипом Київської ландшафтної ініціативи є так зване «Обличчя Києва», відкрите архітектором Георгієм Куровським при дослідженні рельєфу центральної частини міста Києва у 2005 році.  Уважний перегляд рельєфу дозволяє розпізнати обриси людського профілю, спрямованого поглядом на схід. «Обличчя Києва» утворюють: схили Дніпра (профіль), Лиса Гора (скроня), долина річки Либідь (задня частина голови), Совські ставки (вухо), долина р. Хрещатик (око), Київські гори на Подолі (губи, підборіддя).

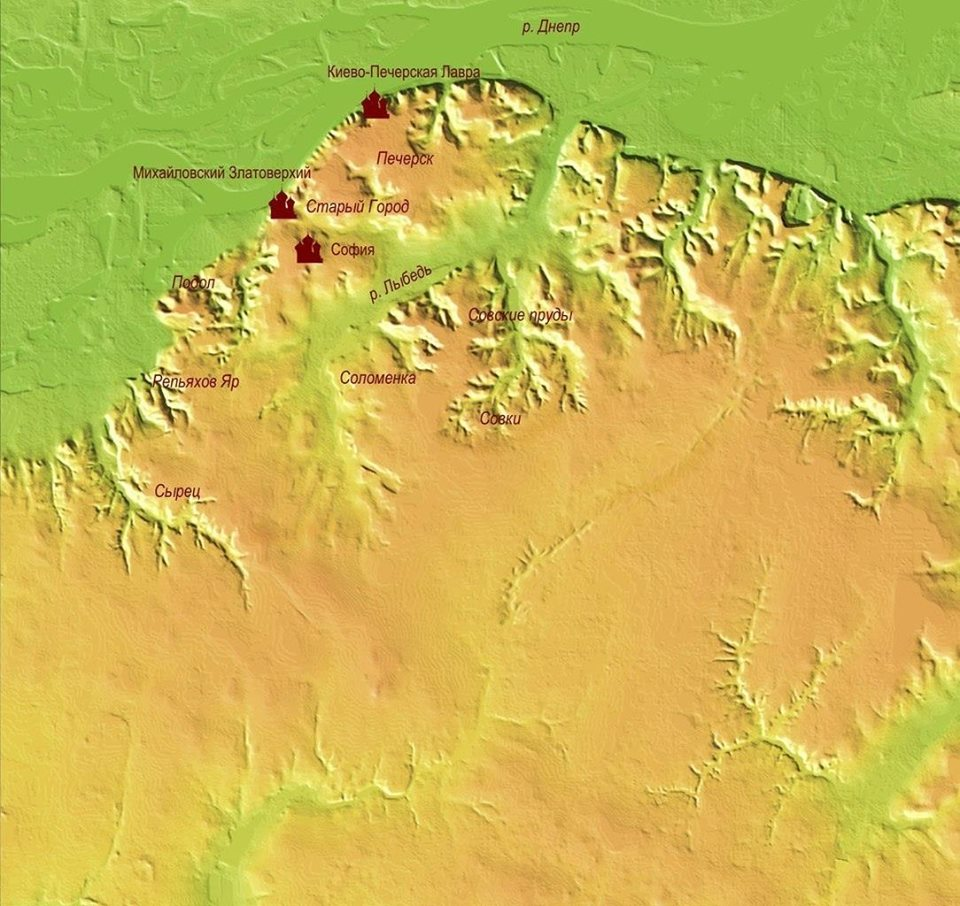
Реконструкція "Обличчя м.Києва" від БФ "Київська ландшафтна ініціатива"
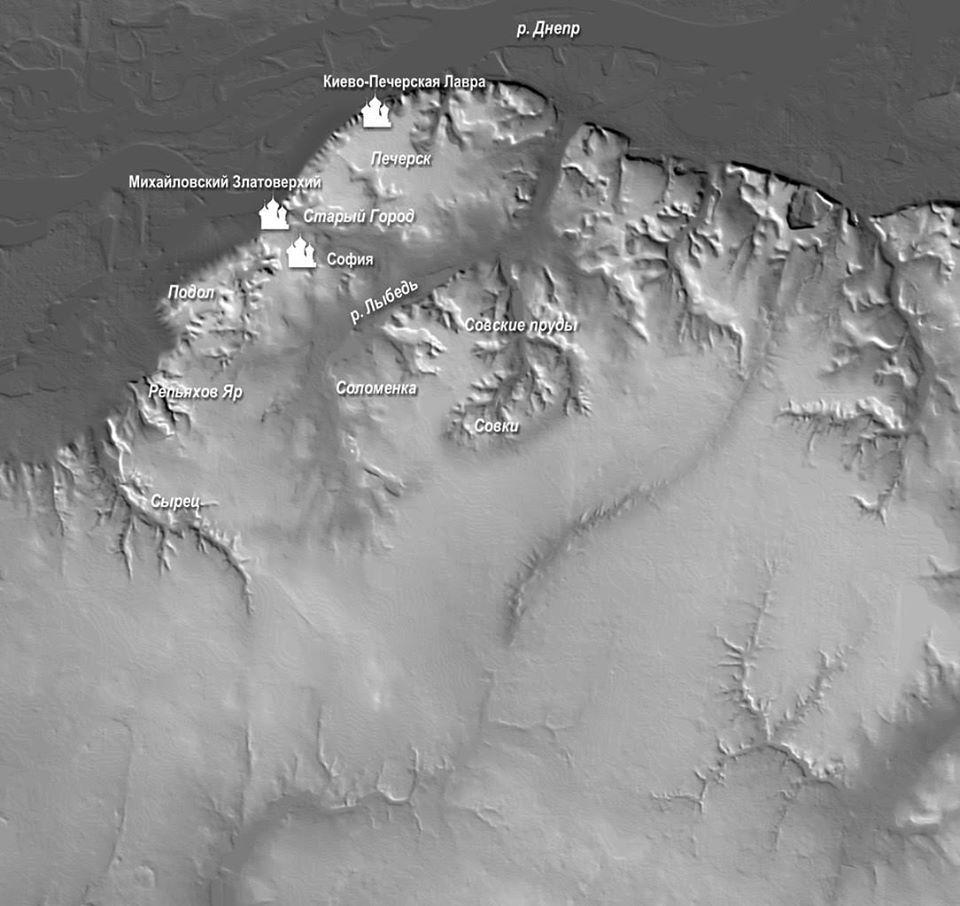
Реконструкція "Обличчя м.Києва" від БФ "Київська ландшафтна ініціатива"

## Видання
«Київ — Священний простір» (Колінько В. В., Куровський Г. К. Київ — священний простір. від філософії простору до національної ідеї. — К. Київська ландшафтна ініціатива, 2010. — 2-ге вид.- 230 с., [13] с. іл.)
Василюк О. В. Екологічні коридори та зелені клини м. Києва. — Київ, Київська ландшафтна ініціатива, Національний екологічний центр України. — 2006.

## Діяльність

### Скульптури на вулицях Києва
Більшість скульптур створені Костянтином Скритуцьким
1. Скульптура Буратіно на вул. Гончара (встановлений у 2008, пізніше зник)[4][5]
2. Скульптура Віслючок на Рильському провулку (встановлений у 2009; викрадений у 2014)[6][5]
3. Сквер котів на Пейзажній алеї (встановлений у 2009)[7][8][9]
4. Скульптура Мавка на вул. Гончара (встановлений у 2009)[10]
5. Скульптура Їжачок у тумані (встановлений у 2009)[11][12]
6. Скульптура балерини на вул. Стрітенській (встановлений у 2009)[5]
7. Панно з дитячими обличчями на вул. Стрілецькій (встановлений у 2010)[13]
8. Лавки у сквері "Поліцейський садок" на вул. Великій Васильківській (встановлено 20 лавок у 2011; згодом більшість з них зникли)[14]
9. Пам'ятник столичному інтилігенту (встановлений у 2013)[15][5]
10. Скульптура Жив-був Пес… на вул. Гончара (встановлений у 2013)[16]

### Книжки про Київ
- Київ - священний простір (2010)

## Персоналії, що мали відношення до Київської ландшафтної ініціативи
- Колінько Володимир Васильович
- Куровський Григорій Костянтинович
- Василюк Олексій Володимирович
- Борисенко Катерина Анатолієвна
- Парнікоза Іван Юрієвич
- Андрос Олег Євгенійович
- Дюжев Сергій Андрійович